# Древнейшая Правда
«Древнейшая Пра́вда» (Правда Ярослава) — древнерусский правовой кодекс преимущественно уголовных и процессуальных норм, наиболее ранняя часть Русской Правды. Согласно Новгородской первой летописи младшего извода, в 1016 году выдана новгородцам князем Ярославом Мудрым. Впоследствии вошла в состав Краткой редакции Русской Правды и представляет собой первую её часть, первые 18 статей. В изменённом виде эти статьи позднее вошли также в Пространную редакцию.

## Текстология
Первоначальный текст «Древнейшей Правды» не сохранился. Известна в составе Краткой редакции Русской Правды в двух аутентичных списках XV века и нескольких XVIII—XIX веков, связанных с деятельностью В. Н. Татищева. Оба древних текста включены в списки Новгородской первой летописи младшего извода под 1016 годом. Академический список летописи доводит изложение до 1441 года и датируется 1440-ми годами. Комиссионный (или Археографический) список летописи доводит изложение до 1446 года, датируется по А. А. Шахматову 1453—1462 годами. В конце Комиссионного списка летописи помещён юридический сборник, содержащий, в частности, Русскую Правду Пространной редакции.
После «Древнейшей Правды» в составе Краткой Правды помещены Правда (Устав) Ярославичей («Правда уставлена руськои земли»; начиная со ст. 19), Покон вирный (ст. 42) и Урок мостникам (ст. 43).
Название «Древнейшей Правды» — «Правда роськая / рускаа» может пониматься как свод законов народа русь.

## История

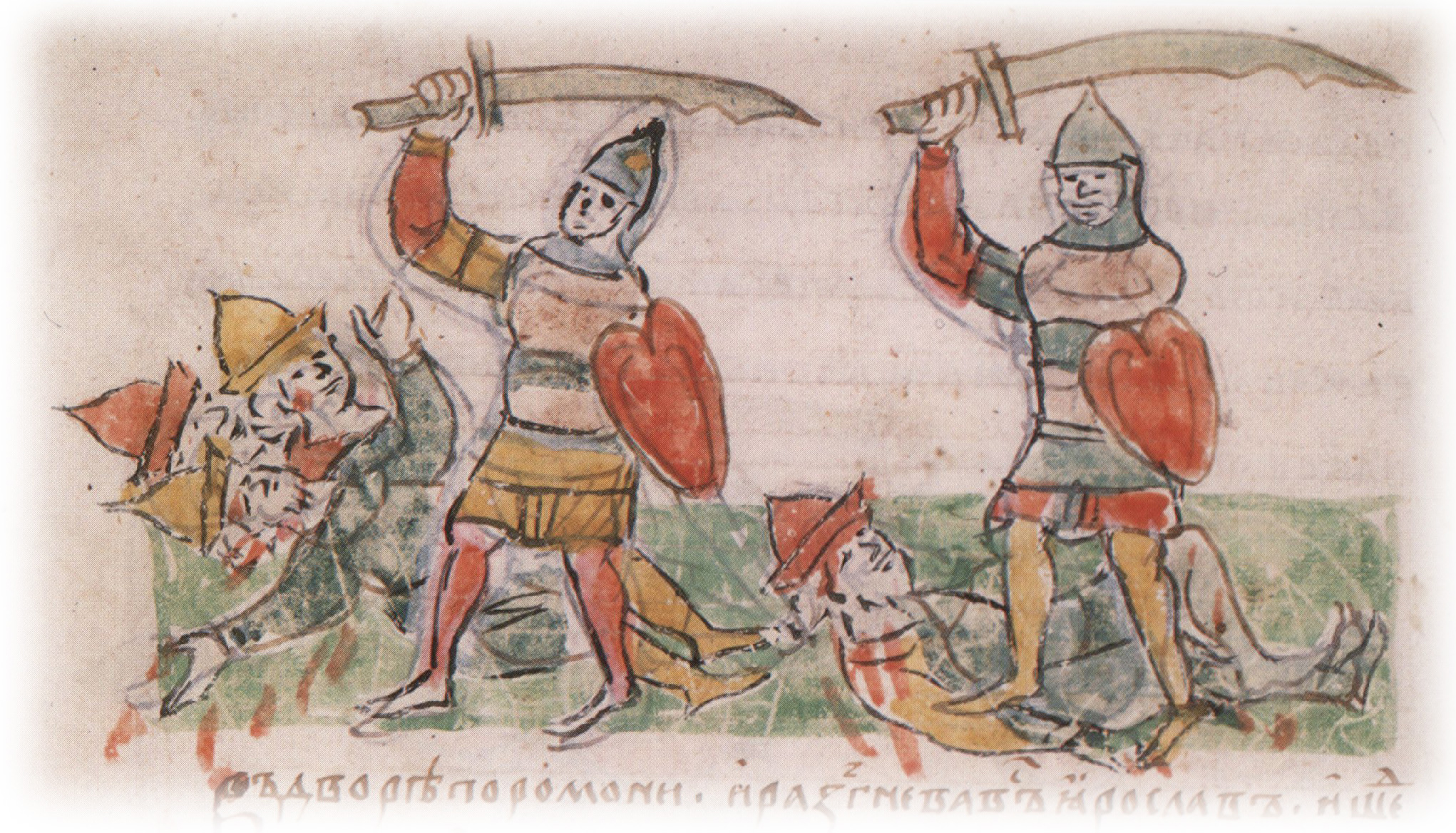
Избиение восставшими новгородцами варяжской дружины Ярослава. Миниатюра из Радзивилловской летописи, конец XV века

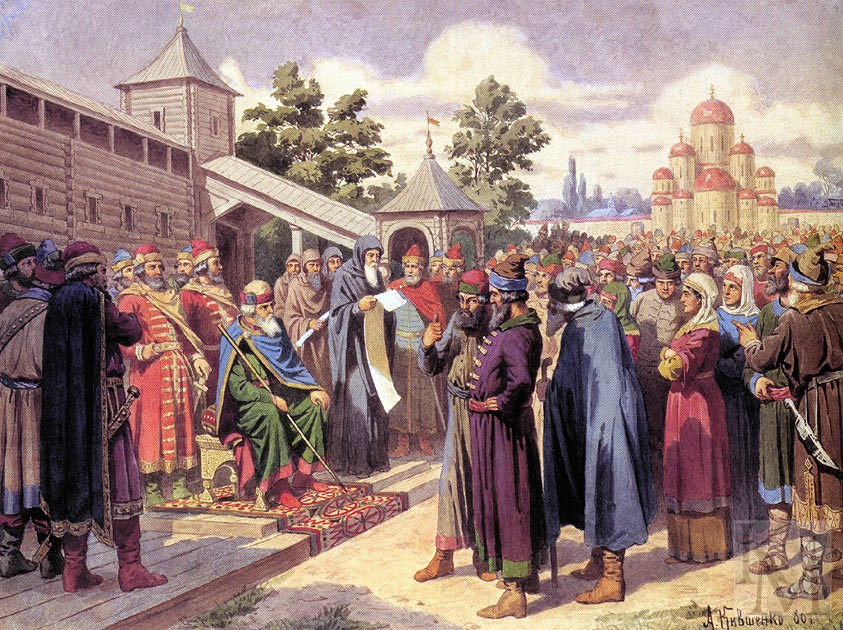
Алексей Кившенко. Чтение народу Русской Правды в присутствии великого князя Ярослава. 1880 год

В Новгородской первой летописи младшего извода под 1016 годом помещён рассказ о борьбе Ярослава Мудрого со Святополком. После победы над Святополком при Любече Ярослав садится княжить в Киеве, а помогавших ему в борьбе новгородцев награждает деньгами и дарует им грамоту. Затем в летописи приводится текст Краткой Правды, включая статьи «Древнейшей Правды». Грамота, дарованная Ярославом, таким образом, отождествляется с «Древнейшей Правдой».
По мнению большинства исследователей, «Древнейшая Правда» первоначально применялась только в Новгороде и в Новгородской земле.
Согласно А. П. Толочко, Краткая Правда, включая «Древнейшую Правду», является фальсификатом, выполненным в Новгороде в XV веке на основе Пространной редакции в рамках описания так называемых «Ярославлих грамот» — мнимых договоров князя Ярослава Мудрого с новгородцами.

## Содержание
«Древнейшая Правда» содержит 18 статей. Ими предусматривалось право кровной мести, наказание за убийство в виде штрафа, наказание за побои, езду на чужом коне, порчу имущества и др.; имеется ряд процессуальных норм.
Основной субъект «Древнейшей Правды» — муж — свободный мужчина.
В первой статье предусматривалось право родственников на кровную месть за убийство. Мстить могли брат за брата, сын за отца, отец за сына, племянник за дядю и тётю. В остальных случаях, а также в случае, если мстителя не находилось, убийца обязан был уплатить виру — штраф в пользу князя в размере 40 гривен. В той же статье названы некоторые категории древнерусского (новгородского) общества, уравненные в правах путём установления единого размера виры (в 40 гривен) за их убийство: «аще будеть русинъ, любо гридинъ, любо купчина, любо ябетникъ, любо мечникъ, аще изъгои будеть, любо словенинъ, то 40 гривенъ положити за нь». Данный список толкуется исследователями следующим образом:
- русин — младший княжеский дружинник, в том числе:
  - гридин — представитель боевой дружины;
  - купчина — дружинник, занимавшийся торговлей;
  - ябетник — дружинник, связанный с судебным процессом;
  - мечник — сборщик штрафов;
- изгой — человек, потерявший связь с общиной;
- словенин — житель словенской, то есть Новгородской земли (Древнейшую Правду Ярослав даровал новогородцам), в данном контексте — рядовой житель.

В первой статье за жизнь представителя общности русь мужского пола («рѹсина») полагается штраф в 40 гривен. Такой же штраф полагается за изгоя и «словенина». По этой статье, русин мог быть в социальном статусе гридина (участника военного отряда князя или элитария более низкого уровня), купца, ябетника или мечника (княжеских администраторов). Текст свидетельствует, что в Киевской Руси наряду с русью проживали представители других общностей, в первую очередь славяне, а некие изгои, маргинальные элементы. Предметом дискуссий стал вопрос, какая категория понималась под этнонимом «словенинъ». По причине сложности интерпретации этого отрывка нельзя однозначно заключить, что он противопоставляет доминирующую «этносоциальную категорию» русь и подчинённых ей славян, славяноговорящих. А. А. Зимин считал, что статья передаёт специфику Новгородской земли начала XI века, в которой русь выполняла военно-административные функции, что противопоставляло её словенам, местному населению.
Согласно ст. 2, человеку избитому до крови или синяков не нужно было представлять видока (свидетеля-очевидца происшествия). Если же следов побоев нет, видок был необходим. Если пострадавший не мог за себя мстить, нарушитель платил «за обиду» 3 гривны и оплачивал услуги лекаря. По ст. 3 за удар кулаком или тупым предметом взималась плата в размере 12 гривен, если дело не было решено местью. По ст. 4 за удар ножнами или рукоятью меча — также 12 гривен («за обиду»). Согласно ст. 5, нанесение травмы, приведшей к лишению руки, каралось платой в размере 40 гривен — равной штрафу за убийство свободного человека. Ст. 6 запрещала детям мстить за повреждение ноги родителя, если нога осталась работоспособной. Ст. 7 и 8 устанавливали плату в 3 гривны («за обиду») за повреждение пальца и 12 гривен — за повреждение усов и бороды. Ст. 9 определяла плату в 1 гривну за угрозы обнажённым мечом. Если один муж толкнёт другого, согласно ст. 10, при наличии двух видоков он платит 3 гривны. Если пострадавший — варяг или колбяг, ему не нужно было предоставлять видока, достаточно было лишь пойти на роту, то есть принести клятву об истинности своих показаний.
Согласно ст. 11, если беглый челядин (раб) скроется у варяга или колбяга, и его не найдут в течение трёх дней, укрыватель, вернув его господину, платил последнему 3 гривны «за обиду». По ст. 12 езда на чужом коне без спроса наказывалась платой в 3 гривны. Пользование чужим конём, оружием или одеждой по ст. 13 наказывалось платой в 3 гривны «за обиду», если пропавшая собственность была опознана в своём миру (общине).
Согласно ст. 14, человек, опознавший похищенную у него вещь, не мог сразу вернуть её себе, но сначала должен был отправить человека, у которого обнаружилась пропажа, на свод (особая форма досудебной подготовки дела, способ поиска украденного) для того, чтобы установить, через чьи руки эта вещь попала к нему. Если последний не шёл на свод сразу, он должен был предъявить поручителя в том, что сделает это в течение пяти дней. По ст. 15 дело об отказе должника в уплате долга решалось на изводе перед 12 людьми («изводъ пред 12 человѣка» — суд или несколько послухов — свидетелей «доброй славы»). Если установливалось, что долг действительно не возвращён, ответчик отдавал «скот» (деньги) истцу и платил 3 гривны «за обиду». По ст. 16 человек, у которого господин обнаружил и опознавал своего украденного (угнанного) челядина, должен был по своду идти к тому, у кого челядин был куплен, а тот, в свою очередь, шёл к предыдущему покупателю. Когда свод доходил до третьего покупателя, господин возвращал себе своего челядина, а третий покупатель взыскивал свой «скот» (деньги) с продавца при помощи видока.
Согласно ст. 17, если холоп ударил свободного мужа и бежал в хором своего господина, а господин не выдавал его, то платил истцу 12 гривен. Но и после уплаты компенсации истец был вправе наказать обидчика-холопа, если смог его разыскать. Последняя ст. 18 рассматривает ситуацию, при которой человек повредил чужое копьё, щит или одежду. Если он желал оставить вещь себе, то должен был заплатить хозяину «скотом» (деньгами) в качестве компенсации. Если же виновник порчи вещи согласен был вернуть предмет, он должен был заплатить за неё хозяину ту сумму, за которую тот её приобрёл.